# Tervia brevovicella
Tervia brevovicella är en mossdjursart som beskrevs av Silén 1951. Tervia brevovicella ingår i släktet Tervia och familjen Terviidae. Inga underarter finns listade i Catalogue of Life.